# Rikenellaceae
Die Rikenellaceae sind eine Familie von Bakterien. Die Typusgattung ist Rikenella. Sie ist nach dem Riken-Institut in Japan benannt.

## Erscheinungsbild
Die Zellen sind stäbchenförmig. Sie sind gerade oder, z. B. bei Alistipes, leicht gekrümmt. Sporen werden nicht gebildet. Die Größe von Alistipes liegt im Bereich von 0,2 bis 0,9 µm im Durchmesser und 0,5 bis 4 µm in Länge, bei Anaerocella 0,5 bis 0,6 µm in Breite und 1,5 bis 2,5 µm in Länge.

## Wachstum und Stoffwechsel
Alle Arten sind anaerob. Der Stoffwechsel erfolgt über Fermentation und ist chemo-organotroph. Einige Produkte der Fermentation von Glucose von Rikenella sind Propionsäure, Succinylsäure (Bernsteinsäure), Essigsäure und geringe Mengen von Alkoholen, von Alistipes Succinylsäure und geringe Mengen von Essigsäure. Anaerocella produziert unter anderem Isobutansäure.

## Vorkommen
Rikenella wurde unter anderem im Kot von Hühnern und von Kälbern isoliert, Alistipes aus dem Darm von Menschen und verschiedenen Tieren.

## Systematik
Die Familie der Rikenellaceae wird zu der Ordnung Bacteroidales in der Abteilung der Bacteroidetes gestellt. Einige Gattungen:
- Acetobacteroides Su et al. 2014
- Alistipes Rautio et al. 2003
- Anaerocella Abe et al. 2013
- Mucinivorans Nelson et al. 2015
- Rikenella Collins et al. 1985